# نصر آباد (أصفهان)
نصر أباد (بالفارسية: نصرآباد) هي منطقة سكنية تقع في إيران في Jarqavieh Sofla District. يقدر عدد سكانها بـ 5,751 نسمة .